# Rivaldinho
Rivaldo Vítor Borba Ferreira Júnior (* 29. dubna 1995, São Paulo, Brazílie) známý také pouze jako Rivaldinho, je brazilský fotbalový útočník, od února 2017 hráč rumunského klubu FC Dinamo București.
Jeho otcem je Rivaldo, mistr světa z roku 2002.

## Klubová kariéra
Rivaldinho začal svou profesionální kariéru v brazilském klubu Mogi Mirim EC, který v roce 2008 koupil jeho otec. V červenci 2015 oba (syn i otec) skórovali v jednom zápase za druholigový Mogi Mirim proti Macae (výhra 3:1).
V létě 2015 odešel do portugalského celku Boavista FC, kde podepsal smlouvu na tři roky. Již v lednu 2016 se vrátil do Brazílie a působil zde v klubech XV de Piracicaba, SC Internacional a Paysandu SC.

V únoru 2017 se vrátil do Evropy. Přestoupil z SC Internacional do rumunského mužstva FC Dinamo București, podepsal kontrakt do června 2020.